# آی‌ان‌اس نیلجیری (اف۳۳)
آی‌ان‌اس نیلجیری (اف۳۳) (به انگلیسی: INS Nilgiri (F33)) یک کشتی بود که طول آن ۱۱۳ متر (۳۷۱ فوت) بود.